# Scott Storch
Scott Storch (Halifax, Kanada, 16. prosinca 1973.) je američki producent i tekstopisac. Pronašao je uspjeh u mnogo žanrova kao što su hip hop, R&B i pop. Scott Storch je osnivač producentske kuće Tuff Jew Productions LLC.

## Životopis
Scott Storch je rođen u Halifaxu, u Novoj Škotskoj kao sin reportera i pjevača. Po vjerskoj pripadnosti je židov. Poslije se preselio u Floridu sa svojom obitelji gdje je pohađao i srednju školu. Prvi svoj veliki korak je napravio kad je postao jedan od prvih članova sastava The Roots. Prvi njegov veliki hit bila je pjesma "Still D.R.E." zajedno s Dr. Dreom.

## Vanjske poveznice
- Scott Storch na MySpaceu